# جمعية مرشدات سيراليون
جمعية مرشدات سيراليون هي المنظمة الإرشادية الوطنية في سيراليون تأسست في عام 1924، وأصبحت عضو كامل العضوية في الجمعية العالمية للمرشدات وفتيات الكشافة في عام 1963. المنظمة للفتيات فقط ويقع مقرها الحالي في برج هيل، فريتاون، المنطقة الغربية. تضم الجمعية حوالي 2026 عضوا (اعتبارا من 2006).